# Pachythone mimula
Pachythone mimula is een vlindersoort uit de familie van de prachtvlinders (Riodinidae), onderfamilie Riodininae.
Pachythone mimula werd in 1868 beschreven door H. Bates.